# John Keir
Sir John Lindesay Keir (6 luglio 1856 – Leamington Spa, 3 maggio 1937) è stato un generale britannico.

## Biografia

### I primi anni
Dopo essere stato educato alla Wimbledon School, Keir studiò alla Royal Military Academy, Woolwich, da dove egli aderì alla Royal Artillery nel febbraio del 1876. Egli venne quindi affidato ad una batteria della Royal Field Artillery in India, e dopo sei anni venne trasferito alla Royal Horse Artillery. Nel 1884 venne promosso Capitano e fece ritorno alla Royal Field Artillery, avendo accumulato l'esperienza di ottimo cavallerizzo prendendo parte anche a gare locali. Dopo aver frequentato la School of Gunnery entrò nello Staff College nel 1892 e una volta uscitone, col grado di Maggiore, ottenne il comando di una batteria da campo in Inghilterra. Venne quindi trasferito nuovamente alla Royal Horse Artillery ove allo scoppio della Seconda guerra boera nell'ottobre del 1899 ottenne il comando di una batteria d'artiglieria.
La sua batteria non venne inviata con le forze di spedizione, e rimase in madrepatria durante le prime fasi della guerra. Ad ogni modo, all'inizio del 1901, Keir venne promosso Tenente Colonnello e gli venne offerto il comando del 1º battaglione degli Imperial Yeomanry da poco costituiti, prestando servizio in Sudafrica. Egli mantenne questo comando per diversi mesi sul Fiume Orange sino a quando, nel dicembre del 1901, non venne assegnato al comando dei Royal Artillery Mounted Rifles, coi quali rimase sino alla fine della guerra, ricevendo anche il brevetto di Colonnello. Per il suo servizio nel Sudafrica, egli venne menzionato nei dispacci ed ottenne la Queen's medal con cinque barrette.
Dopo la guerra, egli si fermò in India dove venne promosso formalmente Colonnello e nominato Assistente Aiutante Generale. Nel 1907 ottenne il comando di una brigata a Allahabad, promosso Maggiore Generale nel 1909 e fece ritorno in madrepatria nel 1911. Nel luglio del 1912 ottenne il comando della South Midland Division, parte della Territorial Force,con la quale rimase sino al luglio del 1914, quando venne trasferito al comando della 6th Division, in Irlanda.

### Il comando nella maturità
Keir fu in comando alla sua divisione per un mese dallo scoppio della prima guerra mondiale e venne mobilitato come parte del British Expeditionary Force per il servizio sul continente europeo. Ad ogni modo, il piano originale di inviare sei divisioni in Francia venne alterato a causa degli sbarchi tedeschi nel Regno Unito, ed il 6th trascorse i primi mesi della guerra in riserva nell'East Anglia. Sbarcò in Francia nel settembre di quello stesso anno ed immediatamente prese parte alla Prima battaglia dell'Aisne e poi sul finire dell'anno si scontrò nella Battaglia di Armentieres. A metà del 1915, Keir venne nominato comandante del nuovo VI Corps, che vide diverse azioni durante la Battaglia di Loos. Nel dicembre di quell'anno, il suo corpo venne attaccato dai tedeschi col fosgene e fu quella la prima volta in cui si fece uso delle armi chimiche durante la Grande Guerra.
L'8 agosto 1916, venne sollevato dal suo comando, ufficialmente per malattia, ma la causa vera furono le dispute personali tra Keir e Edmund Allenby, suo comandante generale nella Third Army; Allenby era noto per avere maniere spiccole e si era guadagnato il soprannome de "il Toro" per la maniera dura con la quale trattava i suoi sottoposti. Keir si rivolse quindi a Douglas Haig, comandante dell'Expeditionary Force, e come risultato Keir ottenne il soprannome di "il Matador" (nel senso di colui che sconfigge il "Toro"). Allenby, per nulla impaurito, si prese la propria rivincita evidenziando la scarsa preparazione di Keir al fronte, ma si scontrò questa volta con Haig, il che comunque non gli impedì di perseguire il proprio scopo facendo cadere in disgrazia Keir. Egli non ottenne più alcun comando e per il resto della guerra rimase a guardare gli altri generali privilegiati a suo scapito. Decise di ritirarsi formalmente dall'esercito nel luglio del 1918 e pubblicò le sue memorie di guerra dal titolo A Soldier's-Eye View l'anno successivo.
Oltre al titolo di "Sir" che il sovrano gli garantì, egli ricevette la Medaille Militare francese e venne nominato Grand'Ufficiale dell'Ordine della Corona del Belgio. Dopo il suo ritiro dall'esercito fu Deputato Luogotenente e Giudice di Pace per il Warwickshire.